# Caolinita
La caolinita es un mineral de arcilla que forma parte del grupo de minerales industriales, con la composición química Al2Si2O5(OH)4. Se trata de un mineral tipo silicato estratificado, con una lámina de tetraedros unida a través de átomos de oxígeno en una lámina de octaedros de alúmina. Las rocas que son ricas en caolinita son conocidas como caolín o arcilla de China. La palabra caolín se deriva del nombre chino de montaña Kao-Ling shan (高岭山 / 高嶺山, pinyin Gāolǐng shān), ubicada a 50 km al sureste del pueblo de Jingdezhen, provincia de Jiangxi, China. El nombre proviene de la versión francesa de la palabra: kaolin, a partir de informes de Francois Xavier d'Entrecolles de Jingdezhen. En África, el caolín es a veces conocido como kalaba (en GabónCamerún), calabachop (en Guinea Ecuatorial); y es común que muchas personas consuman esta arcilla, especialmente mujeres embarazadas o lactantes, debido a sus supuestos beneficios digestivos o por simple antojo

## Usos

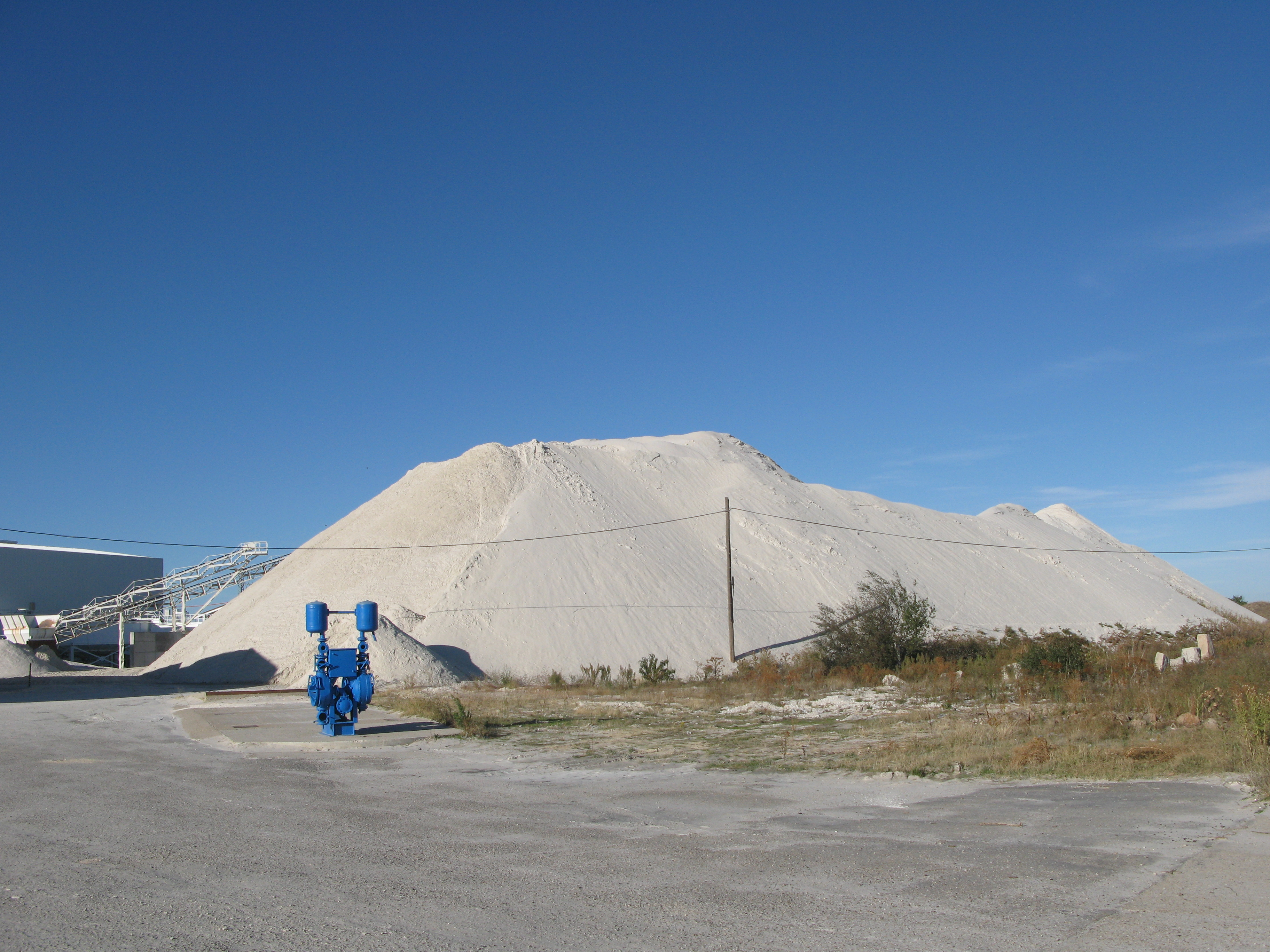
Caolinita en la mina de Peñausende (España)

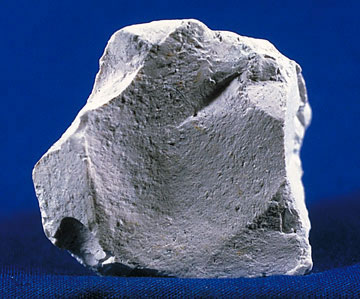
Caolinita

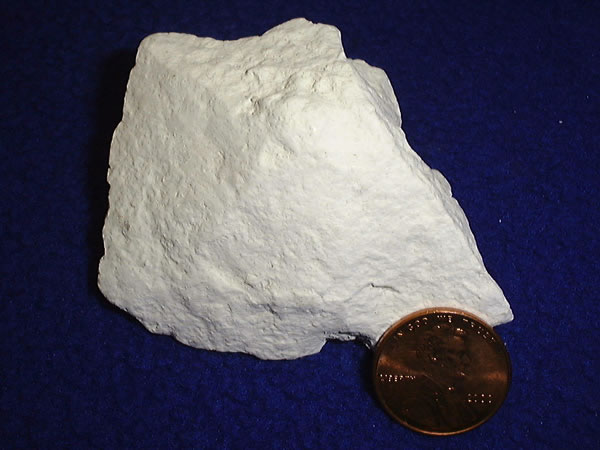
Caolín

- Agroquímicos: Forma parte de los componentes de insecticidas y pesticidas bien como material de acompañamiento a insecticidas presentados en polvo o bien solo, uso este hoy en alza para el control de determinadas plagas agrícolas, como por ejemplo la mosca del olivo[8] sobre todo en agricultura ecológica.
- Consumo directo: Se puede comer, se mastica o se ingiere en pequeñas cantidades como una especie de "snack" o para satisfacer el deseo de comer algo no alimenticio.

- Industria de la Construcción civil: Este tipo de arcilla es utilizada de forma calcinada, en temperaturas entre 500 y 900 °C para producir metacaolín (MK), un material de propiedades puzolánicas dentro del hormigón a base de cemento portland. Así mismo, en un reciente concepto de hormigón ecosostenible, los llamados geopolímeros. Siendo explotada con fines de consumo a nivel nacional para sustituto parcial y total del cemento portland. En función del ambiente donde sea explotada puede adquirir coloración rojiza hasta blanca.
- Fabricación de cerámica: Es uno de los componentes principales en la producción de porcelana, vajillas y otros productos cerámicos debido a su capacidad para endurecerse cuando se cuece a altas temperaturas.
- Industria del papel: Se utiliza como relleno y recubrimiento en la fabricación de papel, lo que mejora su calidad y suavidad.
- Cosméticos: Se encuentra en productos como mascarillas faciales, jabones y talcos debido a sus propiedades absorbentes y su suavidad para la piel.
- Plásticos: en la industria del plástico, se usa como aditivo para mejorar la resistencia y durabilidad de los productos.
- Pinturas y recubrimientos: La caolinita actúa como pigmento blanco y se emplea para producir pinturas y recubrimientos de alta calidad.
- Industria farmacéutica: A veces se utiliza en la fabricación de medicamentos y productos digestivos, aunque su consumo debe hacerse con cuidado.
- Agricultura: En algunos casos, se emplea para mejorar la calidad del suelo, actuando como corrector de la acidez del suelo.

## Ocurrencia

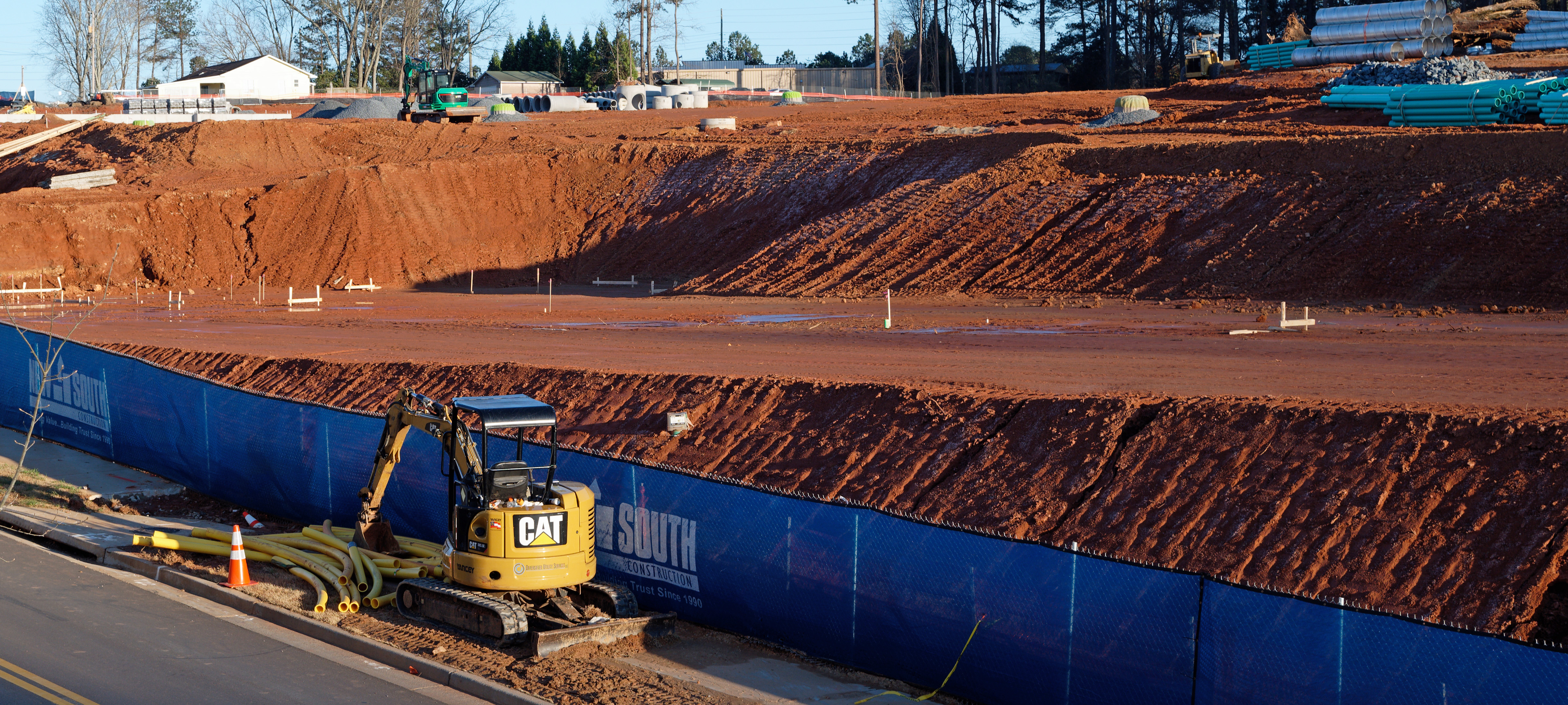
Arcilla roja de Georgia.

La caolinita es uno de los minerales más comunes; Se extrae, como caolín, en Malasia, Pakistán, Vietnam, Brasil, Bulgaria, Bangladés, Francia, Reino Unido, Irán, Alemania, India, Australia, Corea del Sur, República Popular China, República Checa, España, Sudáfrica, Tanzania y Estados Unidos.
Los mantos de caolinita son comunes en Europa occidental y septentrional. Las edades de estos mantos son del Mesozoico al Cenozoico temprano.
La arcilla caolinita se encuentra en abundancia en suelos que se han formado a partir de la meteorización química de rocas en climas cálidos y húmedos, por ejemplo en selvas tropicales. Comparando los suelos a lo largo de un gradiente hacia climas progresivamente más fríos o más secos, la proporción de caolinita disminuye, mientras que la proporción de otros minerales de arcilla como illita (en climas más fríos) o esmectita (en climas más secos) aumenta. Estas diferencias relacionadas con el clima en el contenido de minerales de arcilla se utilizan a menudo para inferir cambios climáticos en el pasado geológico, donde se han enterrado y conservado suelos antiguos.
En el sistema de clasificación Instituto Nacional para el Estudio Agronómico del Congo Belga (INEAC), los suelos en los que la fracción arcillosa es predominantemente caolinita se denominan caolisol (de caolín y suelo).
En Estados Unidos, los principales yacimientos de caolín se encuentran en el centro de Georgia, en un tramo de la Atlantic Seaboard fall line entre Augusta y Macon en Georgia. Esta zona de trece condados recibe el nombre de cinturón del "oro blanco"; Sandersville en Georgia es conocida como la "capital mundial del caolín" debido a su abundancia de caolín. A finales del siglo XIX, existía una activa industria de extracción de caolín en el extremo sureste de Pensilvania, cerca de las ciudades de Landenberg y Kaolin, y en lo que hoy es White Clay Creek Preserve. El producto se transportaba en tren hasta Newark, Delaware, en la línea Newark-Pomeroy, a lo largo de la cual aún pueden verse muchas minas de arcilla a cielo abierto. Los yacimientos se formaron entre finales del Cretácico y principios del Paleógeno, hace unos 100 a 45 millones de años, en sedimentos derivados de rocas ígneas meteorizadas y metacaolín. La producción de caolín en Estados Unidos durante 2011 fue de 5. 5 millones de toneladas.
Durante el Máximo Térmico del Paleoceno-Eoceno los sedimentos depositados en la zona de Esplugafreda, en España, se enriquecieron con caolinita procedente de una fuente detrítica debido a la denudación.

## Síntesis y génesis
Las dificultades surgen cuando se intenta explicar la formación de caolinita en condiciones atmosféricas mediante la extrapolación de los datos termodinámicos de las síntesis a alta temperatura más exitosas. La Iglesia y Van Oosterwijk-Gastuche (1978) pensó que las condiciones bajo las cuales la caolinita nucleará pueden deducirse de los diagramas de estabilidad, basados como están en los datos de disolución. Debido a la falta de resultados convincentes en sus propios experimentos, La Iglesia y Van Oosterwijk-Gastuche (1978) tuvieron que concluir, sin embargo, que había otros factores, aún desconocidos, implicados en la nucleación a baja temperatura de la caolinita. Debido a las tasas de cristalización muy lentas observadas de la caolinita a partir de la solución a temperatura ambiente, Fripiat y Herbillon (1971) postularon la existencia de altas energías de activación en la nucleación a baja temperatura de la caolinita.
A altas temperaturas, los modelos termodinámicos de equilibrio parecen ser satisfactorios para la descripción de la disolución y nucleación de caolinita, ya que la energía térmica es suficiente para superar las barreras energéticas implicadas en el proceso de nucleación. La importancia de las síntesis a temperatura ambiente y presión atmosférica para la comprensión del mecanismo implicado en la nucleación de los minerales arcillosos radica en la superación de estas barreras energéticas. Como indican Caillère y Hénin (1960) los procesos implicados tendrán que ser estudiados en experimentos bien definidos, porque es virtualmente imposible aislar los factores implicados por mera deducción de complejos sistemas físico-químicos naturales como el suelo medio ambiente.
Fripiat y Herbillon (1971), en una revisión sobre la formación de la caolinita, planteó la cuestión fundamental de cómo un material desordenado (i. e., la fracción amorfa de los suelos tropicales) puede transformarse en una estructura ordenada. Esta transformación parece tener lugar en los suelos sin grandes cambios en el entorno, en un periodo de tiempo relativamente corto y a temperatura ambiente (y presión).
La síntesis a baja temperatura de minerales arcillosos (con la caolinita como ejemplo) presenta varios aspectos. En primer lugar, el ácido silícico que debe suministrarse al cristal en crecimiento debe estar en forma monomérica, es decir, la sílice debe estar presente en solución muy diluida (Caillère et al., 1957; Caillère y Hénin, 1960; Wey y Siffert, 1962; Millot, 1970). Para evitar la formación de geles amorfos de sílice que precipitan de las soluciones sobresaturadas sin reaccionar con los aluminio o magnesio [para formar silicatos cristalinos, el ácido silícico debe estar presente en concentraciones inferiores a la solubilidad máxima de la sílice amorfa. El principio que subyace a este requisito previo puede encontrarse en la química estructural: "Como los iones polisilicato no son de tamaño uniforme, no pueden disponerse junto con los iones metálicos en una red cristalina regular". (Iler, 1955, p. 182)
El segundo aspecto de la síntesis a baja temperatura de la caolinita es que los cationes aluminio deben estar hexacoordinados con respecto al oxígeno (Caillère y Hénin, 1947; Caillère et al. , 1953; Hénin y Robichet, 1955). Gastuche et al. (1962) y Caillère y Hénin (1962) han llegado a la conclusión de que la caolinita sólo puede formarse cuando el hidróxido de aluminio está en forma de gibbsita. En caso contrario, el precipitado formado será un "gel mixto alumino-silícico" (en palabras de Millot, 1970, p. 343). Si fuera el único requisito, podrían obtenerse grandes cantidades de caolinita simplemente añadiendo polvo de gibbsita a una solución de sílice. Indudablemente se produciría un marcado grado de adsorción de la sílice en solución por las superficies de la gibbsita, pero, como ya se ha dicho, la mera adsorción no crea la red de capas típica de los cristales de caolinita.
El tercer aspecto es que estos dos componentes iniciales deben incorporarse en un cristal mixto con una estructura de capas. A partir de la siguiente ecuación (dada por Gastuche y DeKimpe, 1962) para la formación de caolinita
{\displaystyle {\ce {2Al(OH)3 + 2H4SiO4 -> Si2O5 . Al2(OH)4 + 5H2O}}}
puede observarse que deben eliminarse cinco moléculas de agua de la reacción por cada molécula de caolinita formada. Gastuche y DeKimpe (1962) han aportado pruebas de campo que ilustran la importancia de la eliminación de agua de la reacción de la caolinita. Mientras estudiaban la formación del suelo en una roca basáltica en Kivu (Zaïre), observaron cómo la aparición de caolinita dependía del "grado de drenaje" de la zona en cuestión. Se observó una clara distinción entre las zonas con un buen drenaje (es decir, zonas con una marcada diferencia entre las estaciones húmeda y seca) y las zonas con un drenaje deficiente (es decir, zonas pantanosas perennes). La caolinita sólo se encontró en las zonas con una clara alternancia estacional entre húmedas y secas. La posible importancia de la alternancia de condiciones húmedas y secas en la transición de alófano a caolinita ha sido subrayada por Tamura y Jackson (1953). El papel de las alternancias entre humectación y desecación en la formación de caolinita también ha sido señalado por Moore (1964).

### Síntesis de laboratorio
Las síntesis de caolinita a altas temperaturas (más de 212 °F) son relativamente bien conocidas. Existen por ejemplo las síntesis de Van Nieuwenberg y Pieters (1929); Noll (1934); Noll (1936); Norton (1939); Roy and Osborn (1954); Roy (1961); Hawkins and Roy (1962); Tomura et al. (1985); Satokawa et al. (1994) y Huertas et al. (1999).
Se conocen relativamente pocas síntesis a baja temperatura (cf. Brindley y DeKimpe (1961); DeKimpe (1969); Bogatyrev et al. (1997)).
Las síntesis de laboratorio de caolinita a temperatura ambiente y presión atmosférica han sido descritas por DeKimpe et al. (1961). A partir de estas pruebas, el papel de la periodicidad queda claro de forma convincente. DeKimpe et al. (1961) habían utilizado adiciones diarias de alúmina (como AlCl
3·6 H
2O) y sílice (en forma de silicato de etilo) durante al menos dos meses. Además, todos los días se ajustaba el pH añadiendo ácido clorhídrico o hidróxido de sodio. Estas adiciones diarias de Si y Al a la solución en combinación con las valoraciones diarias con ácido clorhídrico o hidróxido sódico durante al menos 60 días habrán introducido el elemento necesario de periodicidad.
Sólo ahora el papel real de lo que se ha descrito como el "envejecimiento" (Alterung) de los aluminosilicatos amorfos (como por ejemplo Harder, 1978). Como tal, el tiempo no está produciendo ningún cambio en un sistema cerrado en equilibrio; pero una serie de alternancias de condiciones periódicamente cambiantes (por definición, teniendo lugar en un sistema abierto) producirá la formación a baja temperatura de más y más caolinita de fase estable en lugar de silicatos de aluminio amorfos (mal definidos).